# Archidiocèse de Kunming

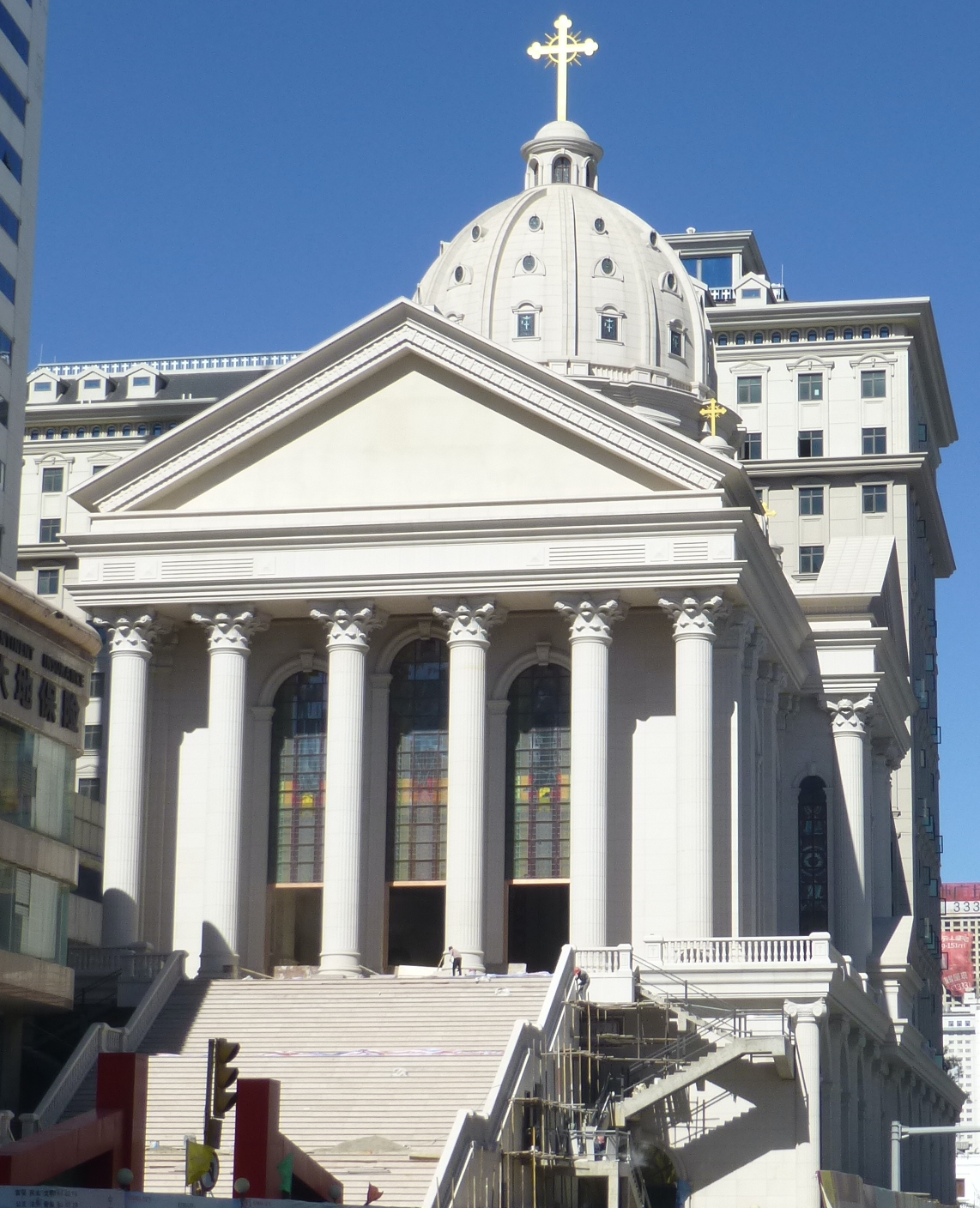
Ancienne cathédrale du Sacré-Cœur-de-Jésus de Kunming, démolie en 2021.

L'archidiocèse de Kunming (latin : Archidioecesis Coenmimensis) est un siège métropolitain de l'Église catholique en Chine. C'est actuellement un siège vacant (sede vacante). En 1950, il comptait 10.025 baptisés pour une population de 8.000.000 habitants.

## Territoire

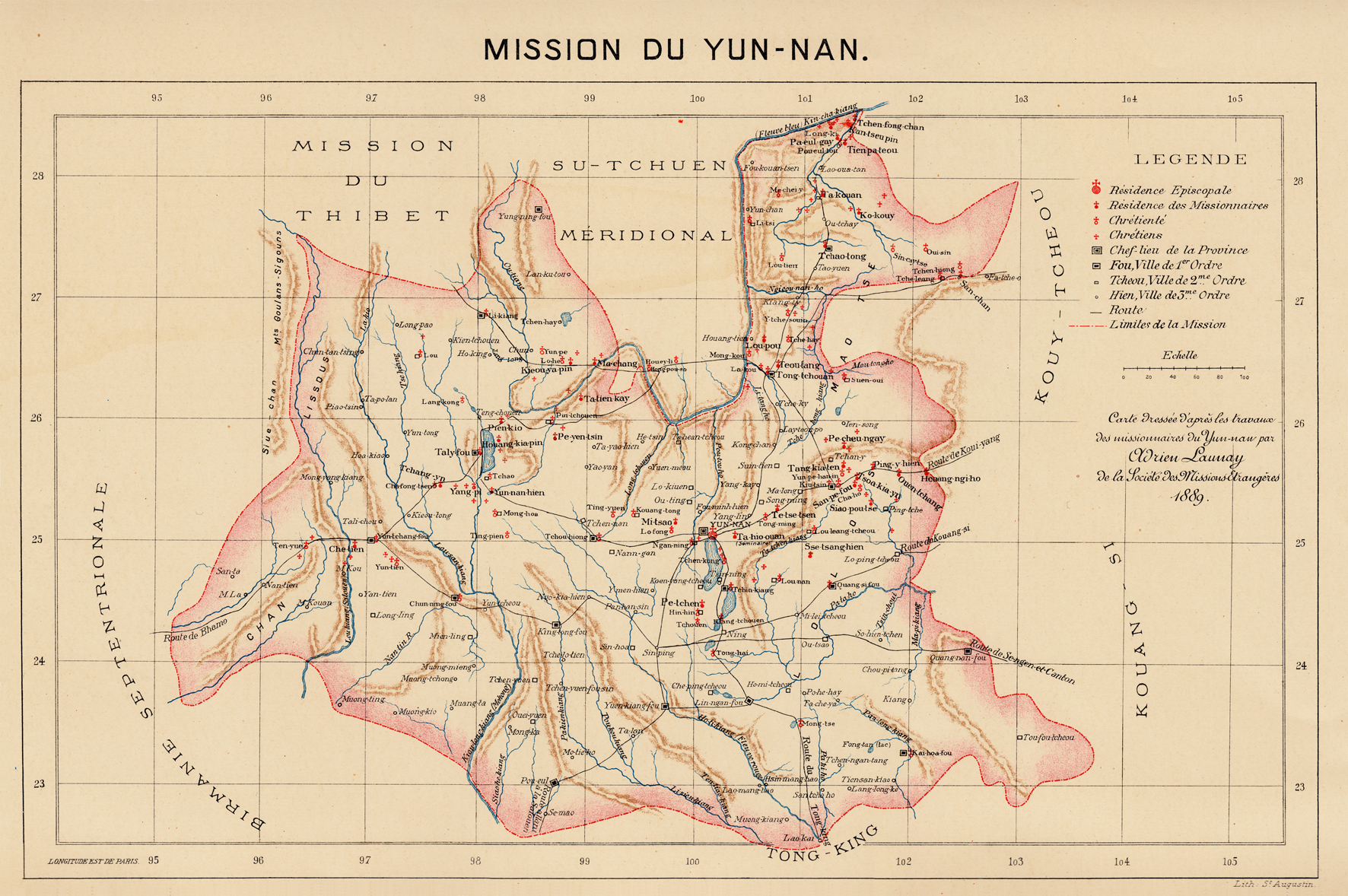
Carte dressée d'après les travaux des missionnaires du Yun-nan, par Adrien Launay, 1889.

L'archidiocèse comprend une partie de la province du Yunnan.
Le siège archiépiscopal se trouve à Kunming (autrefois Yunnan-fu), à la cathédrale du Sacré-Cœur. L'ancienne cathédrale - construite dans les années 1920 - devenue trop petite a été démolie en 2012, pour laisser la place à un vaste projet de cathédrale avec dépendances administratives construite dans le style néoclassique avec frontons à la grecque et dôme.

## Historique

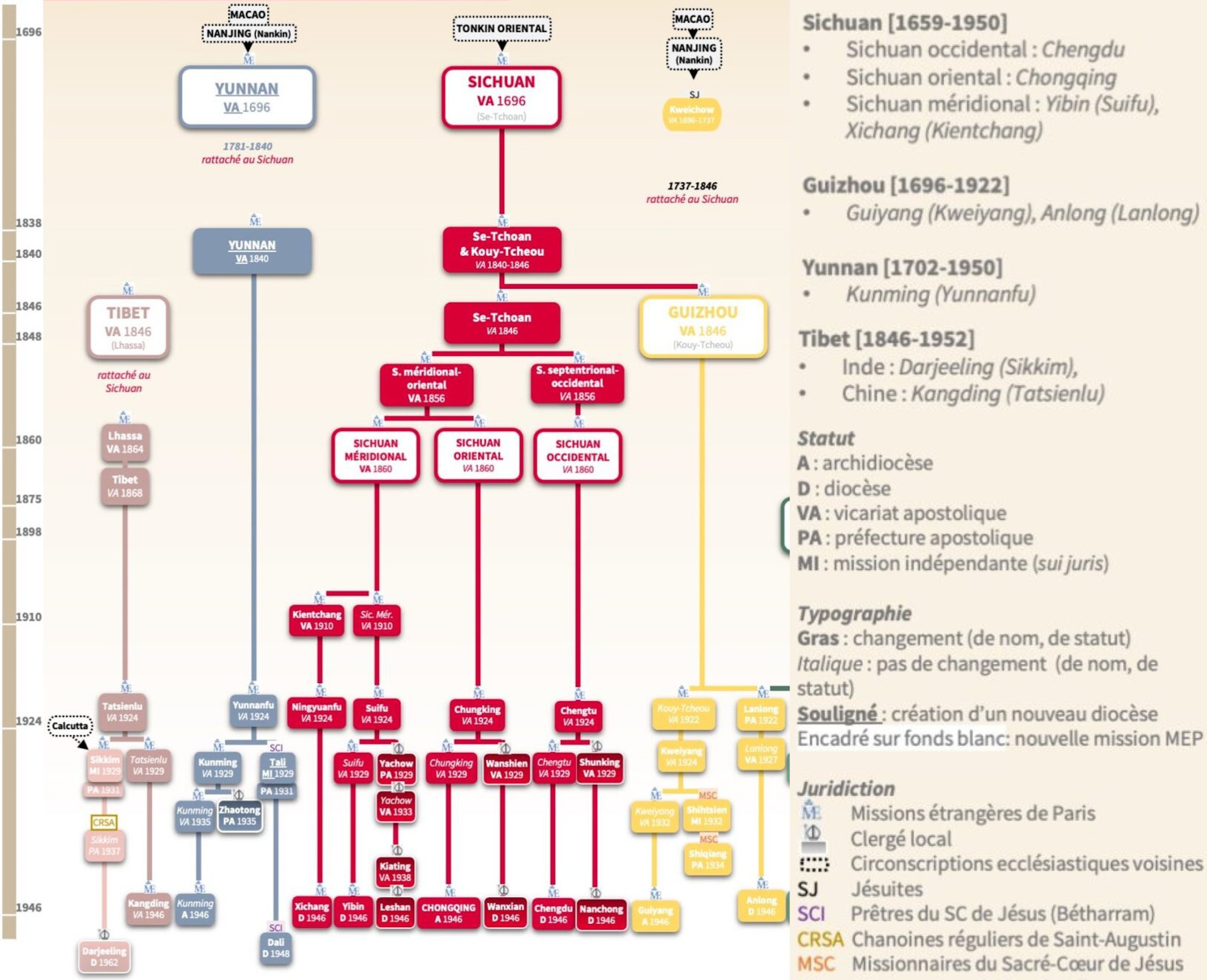
Généalogie de la juridiction des Missions étrangères de Paris au Sichuan, ainsi que ses trois rattachements : Tibet, Yunnan et Guizhou.

C'est en 1659 que l'évangélisation de la province du Yunnan est confiée au vicariat apostolique du Tonkin dirigé par Mgr  Pallu, puis à Mgr Lopez, vicaire apostolique de Nankin.
Le vicariat apostolique du Yunnan est érigé le 15 octobre 1696 par le bref apostolique E sublimi Sedis du pape Innocent XII, recevant son territoire du diocèse de Nankin (aujourd'hui archidiocèse).
En 1781, il est supprimé et réuni au vicariat apostolique du Setchouan (aujourd'hui diocèse de Chengdu).
Le 28 août 1840, le vicariat apostolique du Yunnan est restauré par le bref apostolique Cum ad augendam du pape Grégoire XVI. Il prend le nom de vicariat apostolique de Yunnanfu (ou Yunnan-fou), le 8 décembre 1924.
Le 22 novembre 1929, il cède la partie centre-est de la province en faveur de la nouvelle mission sui juris de Tali (aujourd'hui diocèse de Dali). Le 8 avril 1935, il cède encore une autre portion de territoire à l'avantage de la nouvelle préfecture apostolique de Zhaotong (en).
Le 1er avril 1946, le vicariat apostolique est élevé au statut d'archidiocèse métropolitain par la bulle Quotidie Nos du pape Pie XII. La Chine devenue entièrement communiste en 1949, la plupart des missionnaires sont expulsés et le siège devient vacant en 1950. Le régime met en place une « Église » dite « patriotique » (non reconnue par Rome) qui nomme elle-même sa propre hiérarchie.
Ainsi le 30 avril 2006  un évêque « gouvernemental » est ordonné (Joseph Ma Yinglin), ce qui provoque une protestation officielle du Saint-Siège, car la consécration est advenue sans « respecter les exigences de la communion avec le pape » et blesse gravement l'unité de l'Église. Yinglin est nommé secrétaire général de la conférence des évêques patriotiques chinois et vice-président de l'Association patriotique catholique chinoise.
Aujourd'hui la seule ville de Kunming comprend 3 005 000 habitants et 6 432 212 habitants vivent dans l'archidiocèse. La population estimée de catholiques dans le diocèse en 2009 serait de 40 000 fidèles dont un certain nombre de l'Église du silence fidèle à Rome. L'archidiocèse dispose de vingt-six églises.
En septembre 2018, le Pape François lève les excommunications des sept évêques chinois nommés sans mandat pontifical et reconnaît l'Association patriotique des catholiques chinois comme la structure ecclésiale légitime en Chine. Mgr Ma Yinglin est reconnu archevêque légitime de Kunming.

## Ordinaires
- Philibert Leblanc, mep † (octobre 1696 - 1707 démission)
- Claude de Visdelou, SJ † (12 janvier 1708 - 11 novembre 1737 décédé)
- Joachim Enjobert de Martillat, mep † (2 octobre 1739 - 24 août 1755 décédé)
  - Sede vacante (1755-1781)
  - Supprimé (1781-1840)
- Joseph Ponsot, mep † (21 janvier 1841 - 17 novembre 1880 décédé)
- Jean-Joseph Fenouil, mep † (29 juillet 1881 - 10 janvier 1907 décédé)
- Marie-Félix-Charles de Gorostarzu, mep † (10 décembre 1907 - 27 mars 1933 décédé)
- Georges-Marie de Jonghe d'Ardoye MEP † (3 mai 1933 - 16 octobre 1938 nommé archevêque titulaire de Misthia (de))
- Jean Larregain, mep † (13 juin 1939 - 2 mai 1942 décédé)
- Alexandre-Joseph-Charles Derouineau, mep † (8 décembre 1943 - 30 septembre 1973 décédé)
- Sede vacante, prêtres de l'Église patriotique non reconnue par Rome:
  - Kong Ling-zhong, psp † (24 janvier 1962 consacré le 30 octobre 1992 décédé)
  - Joseph Ma Yinglin, consacré le 30 avril 2006, excommunication levée et reconnu par Rome en septembre 2018

## Statistiques

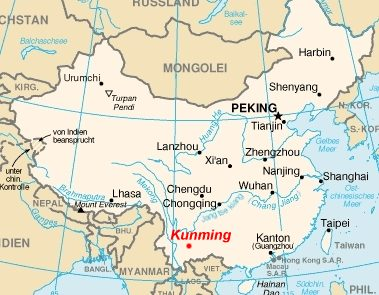
Carte en allemand

L'archidiocèse à la fin de l'année 1950 sur une population de 8.000.000 d'habitants comptait 10.025 baptisés, soit 0,1 % du total. Il y avait 46 prêtres dont
40 séculiers et 6 réguliers, 9 religieux et 42 religieuses pour 26 paroisses.

## Sources
- Annuaire pontifical de 2002 et précédents, sur www.catholic-hierarchy.org à la page
- (zh) Site officiel de l'archidiocèse
- (en) Descriptif sur www.gcatholic.org
- (la) Bref E sublimi Sedis, in Raffaele de Martinis, Juris pontificii de propaganda fide. Pars prima, Tomo II, Romae 1889, p. 158
- (la) Bref Cum ad augendam in Bullarium pontificium Sacrae Congregationis de Propaganda Fide, Tomo V, Romae 1841, p. 215–216
- (la) Bulle Quotidie Nos, AAS 38 (1946), p. 301
- Joseph de Moidrey, La Hiérarchie catholique en Chine, en Corée et au Japon (1307-1914), Chang-Hai 1914, p. 153–155